# Adrien Arcand
Adrien Arcand (1889 - 2 d'agost de 1967), periodista i polític educat a la Universitat McGill de Mont-real que es va autoproclamar el führer canadenc i que va dirigir diversos moviments polítics d'extrema dreta durant els anys 30 i 40.
Arcand va ser l'editor d'un bon nombre de publicacions antisemites durant aquest període, entre elles Le Goglu, Le Miroir i Le Chameau, en el qual va ser finançat en secret pel líder del Partit Conservador Canadenc, Richard Bedford Bennett (elegit primer ministre del Canadà de 1930 a 1935). El 1934 va fundar el Parti national social chrétien (Partit nacional social cristià), d'ideologia anticomunista i partidari de deportar els jueus canadencs a la Badia de Hudson, idea que li va donar el seu amic Henry Hamilton Beamish, feixista provinent de la Rodèsia britànica que ja havia proposat d'enviar els jueus a Madagascar. Fins i tot després d'iniciar aquesta campanya política, Bennett va nomenar Arcand organitzador de les eleccions al Quebec en secret a temps per a les eleccions federals de 1935.
El 1938 Arcand fou elegit membre del partit federalista i feixista National Unity Party of Canada (Partit de la Unitat Nacional del Canadà), nascut de la fusió del seu Parti National Social Chrétien amb el Canadian Nationalist Party de les províncies centrals i del Nationalist Party d'Ontario (aquest darrer aparegut de la unió dels Toronto Swastika Clubs de començaments dels anys 30).
Arcand, personatge anglòfil i de fortes opinions federalistes, va ser subvencionat en secret per Lord Sydenham de Combe, exgovernador de Bombai i simpatitzant feixista del Partit Conservador Britànic. També mantingué correspondència amb Arnold Spencer Leese, cap de The Imperial Fascist League. Menyspreava el moviment independentista del Quebec i volia transformar el Canadà en un estat centralitzat en el marc de l'imperi Britànic.
El 30 de maig de 1940 va ser arrestat a Mont-real per "atemptar contra l'estat" i fou empresonat durant tota la Segona Guerra Mundial, ja que se'l veia com una amenaça. El govern va il·legalitzar el seu partit, aleshores reanomenat National Unity Party. Durant el seu internament, s'asseia en un tron fet per altres presoners i feia discursos sobre el seu futur govern del Canadà quan Hitler el conquerís.
Arcand es va presentar a les eleccions per a la Cambra dels Comuns del Canadà en dues ocasions. Malgrat la seva impopularitat entre la major part de la població del Quebec en el període posterior de la guerra, va aconseguir un segon lloc, amb el 29% del vot total, quan es va presentar com a candidat del partit National Unity al comtat de Richelieu-Verchères i el 39% en la seva candidatura com a Nacionalista al districte electoral de Berthier—Maskinongé—delanaudière a les eleccions de 1953.
Arcand mai va negar la seva admiració per Adolf Hitler, i durant els anys 60 va ser el mentor d'Ernst Zündel, negacionista de l'Holocaust i propagandista neonazi.
El 14 de novembre de 1965 va fer un discurs al centre Paul-Sauvé de Mont-real davant de 900 persones de tot Canadà en el qual (segons els diaris La Presse i Le Devoir) va agrair Pierre Trudeau, membre liberal del parlament a Mont Royal aleshores recentment electe, i l'exlíder conservador George Drew per haver-lo defensat durant el seu empresonament. Tant Trudeau com Drew van negar haver defensat mai Arcand, sinó el dret a la llibertat d'expressió fins i tot per als feixistes. Trudeau més endavant també va haver de negar els rumors (que romanen sense verificar) que va ser company d'Arcand en una ordre secreta relacionada amb els rosacreus.